# Ransom Riggs

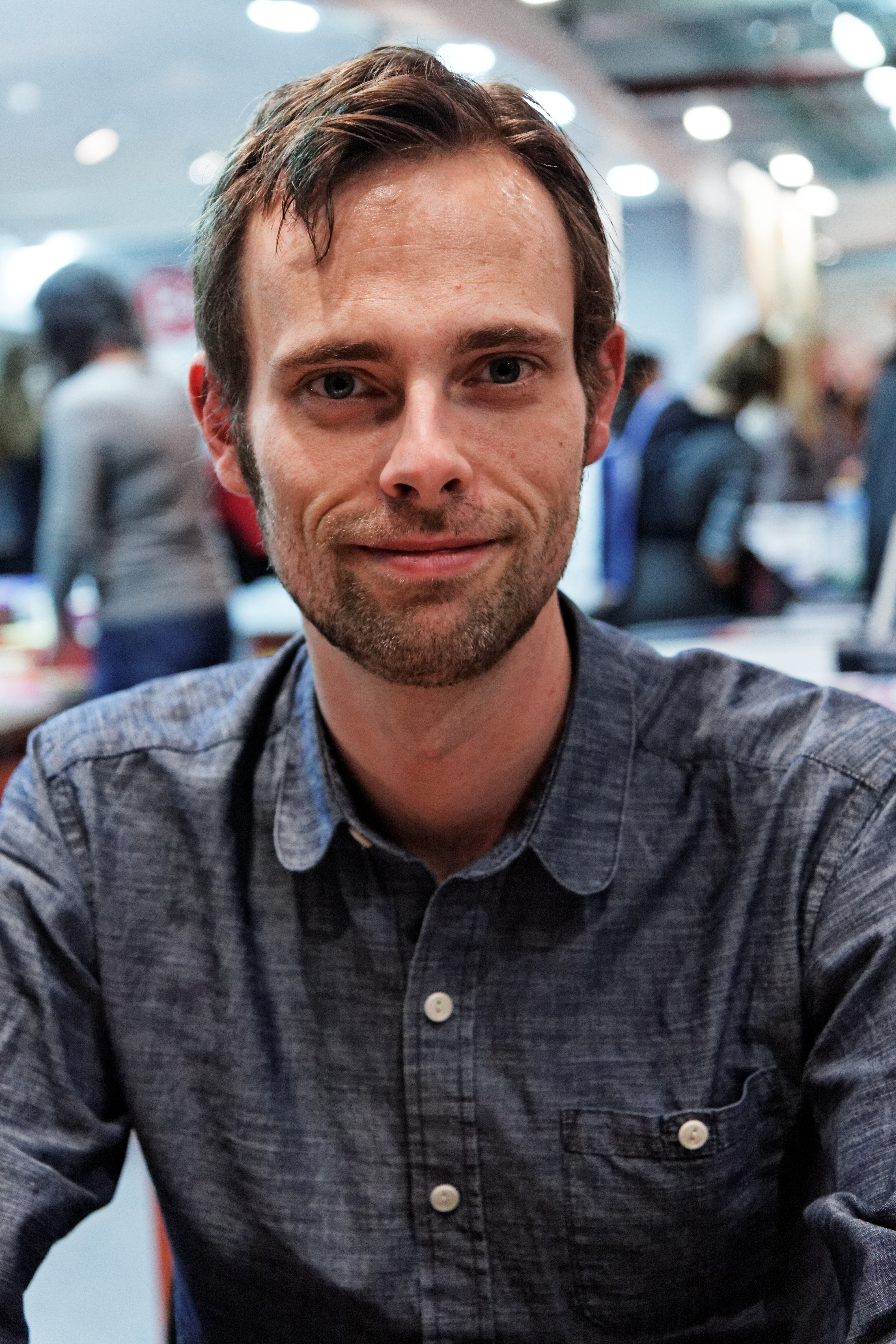
Ransom Riggs (2012)

Ransom Riggs (* 1979 in Maryland) ist ein US-amerikanischer Autor, Journalist, Filmemacher und Fotograf.

## Leben
Ransom Riggs wuchs in Englewood, Florida, auf. In seiner Jugend spielte er in diversen Bands und drehte mit seinen Freunden Filme.
Nach Abschluss der High School studierte er Englische Literatur am Kenyon College in Gambier, Ohio. Danach folgte ein Studium der Filmwissenschaften an der University of Southern California.
Nach seinem Studium versuchte er erfolglos, seine eigenen Drehbücher zu verkaufen. Parallel drehte er Werbefilme und arbeitete als Journalist und Fotograf. 2009 erschien sein erstes Buch The Sherlock Holmes Handbook: The Methods and Mysteries of the World's Greatest Detective.
Riggs ist ein passionierter Sammler alter Fotos und besitzt eine Sammlung mit mehreren tausend Abzügen. Nachdem er die Fotos einem Lektor zeigte, mit dem er an seinem Sherlock-Holmes-Buch gearbeitet hatte, schlug dieser ihm vor, einen Roman zu verfassen, dessen Handlung sich um einige dieser alten Fotos strickt. Der aus dieser Idee geborene Fantasy-Roman Miss Peregrine's Home for Peculiar Children von 2011 (auf Deutsch erschienen als „Die Insel der besonderen Kinder“) wurde zum Bestseller. Schon kurz nach der Veröffentlichung des Buchs gab es einen Bieterwettstreit um die Filmrechte. Den Zuschlag erhielt schließlich 20th Century Fox, die das Buch von Tim Burton verfilmen ließ.
2014 folgte der zweite Teil der Reihe, Hollow City: The Second Novel of Miss Peregrine's Peculiar Children („Die Stadt der besonderen Kinder“). Im gleichen Jahr veröffentlichte Riggs auch den dritten Teil, Library of Souls: The Third Novel of Miss Peregrine's Peculiar Children („Die Bibliothek der besonderen Kinder“). Der 2018 veröffentlichte vierte Teil der Reihe, A Map of Days: The Fourth Novel of Miss Peregrine's Peculiar Children, erschien in Deutschland 2019 unter dem Titel Der Atlas der besonderen Kinder. Im Jahr 2020 erschien der fünfte Teil mit dem Titel The Conference of the Birds: The Fifth Novel of Miss Peregrine's Peculiar Children (auf Deutsch Das Vermächtnis der besonderen Kinder). Beendet wird die Reihe Anfang 2021 mit The Desolation of Devil's Acre: The Sixth Novel of Miss Peregrines Peculiar Children.
Riggs lebt im kalifornischen Irvine mit seiner Frau, der Schriftstellerin Tahereh Mafi und ihrer Tochter.

## Werke
- The Sherlock Holmes Handbook: The Methods and Mysteries of the World's Greatest Detective. Quirk Books, 2009, ISBN 978-1-59474-429-7.
- Miss Peregrine's Home for Peculiar Children. Quirk Books, 2011, ISBN 978-1-59474-513-3.
  - dt. Die Insel der besonderen Kinder. Knaur, München 2013, ISBN 978-3-426-51057-5.
- Talking Pictures: Images and Messages Rescued from the Past. Harper Collins, 2012, ISBN 978-0-06-209949-5.
- Hollow City: The Second Novel of Miss Peregrine's Children. Quirk Books, 2014, ISBN 978-1-59474-612-3.
  - dt. Die Stadt der besonderen Kinder. Knaur, München 2015, ISBN 978-3-426-65358-6.
- Library of Souls: The Third Novel of Miss Peregrine's Peculiar Children. Quirk Books, 2015, ISBN 978-1-59474-840-0.
  - dt. Die Bibliothek der besonderen Kinder. Knaur, München 2016, ISBN 978-3-426-52027-7.
- Tales of the Peculiar. Dutton Books, 2016, ISBN 978-0-399-53853-7.
  - Die Legenden der besonderen Kinder. Knaur, München 2018, ISBN 978-3-426-22656-8.
- A Map of Days: The Fourth Novel of Miss Peregrine's Peculiar Children. Dutton Books, 2018, ISBN 978-0-7352-3214-3.
  - Der Atlas der besonderen Kinder. Knaur, München 2019, ISBN 978-3-426-22657-5.
- The Conference of the Birds: The Fifth Novel of Miss Peregrines Peculiar Children. Penguin Books, 2020.
  - Das Vermächtnis der besonderen Kinder. Knaur, 2020.
- The Desolation of Devil's Acre: The Sixth Novel of Miss Peregrines Peculiar Children. Dutton Books, 2021.
  - Die Zukunft der besonderen Kinder. Knaur, 2021.
- Miss Peregrine's Museum of Wonders: An Indispensable Guide to the Dangers and Delights of the Peculiar World for the Instruction of New Arrivals, 2022
  - Miss Peregrines Museum der Wunder. Aus der Welt der besonderen Kinder. Knaur, München 2023, ISBN 978-3-426-22804-3.

## Filmografie (Auswahl)
- 2004: VeTool (Kurzfilm, Kamera)
- 2006: Spaceboy (Kurzfilm, Regie, Drehbuch)
- 2006: Skinny Leg Blues (Kurzfilm, Regie, Schnitt)
- 2006: Portable Living Room (Kurzfilm, Regie, Drehbuch)
- 2006: Timing (Kurzfilm, Produktion, Kamera, Schnitt)
- 2011: The Accidental Sea (Kurzfilm, Regie, Drehbuch, Kamera)
- 2015: Ghost Shark 2: Urban Jaws (Second Unit Camera)